# Калаисский сельсовет
Калаисский сельсовет — муниципальное образование со статусом сельского поселения в Кирсановском районе Тамбовской области.
Административный центр — село Калаис.

## История
В соответствии с Законом Тамбовской области от 17 сентября 2004 года № 232-З установлены границы муниципального образования и статус сельсовета как сельского поселения.

## Население
| 2010  | 2012  | 2013  | 2014  | 2015  | 2016  | 2017  |
| ----- | ----- | ----- | ----- | ----- | ----- | ----- |
| 4140  | ↘4115 | ↘4039 | ↘3915 | ↘3853 | ↘3799 | ↘3748 |
| 2018  | 2019  | 2020  | 2021  |       |       |       |
| ↘3696 | ↘3665 | ↘3620 | ↗4273 |       |       |       |

## Состав сельского поселения
| № | Населённый пункт | Тип населённого пункта       | Население |
| - | ---------------- | ---------------------------- | --------- |
| 1 | Ветровка         | посёлок                      | 142       |
| 2 | Вячка            | село                         | 619       |
| 3 | Заречный         | посёлок                      | 18        |
| 4 | Калаис           | село, административный центр | 945       |
| 5 | Молоканщина      | село                         | 795       |
| 6 | Репьёвка         | посёлок                      | 35        |
| 7 | Шиновка          | село                         | 1586      |

### Упразднённые населённые пункты
Посёлок Малиновка.